# Fonds Goffinet

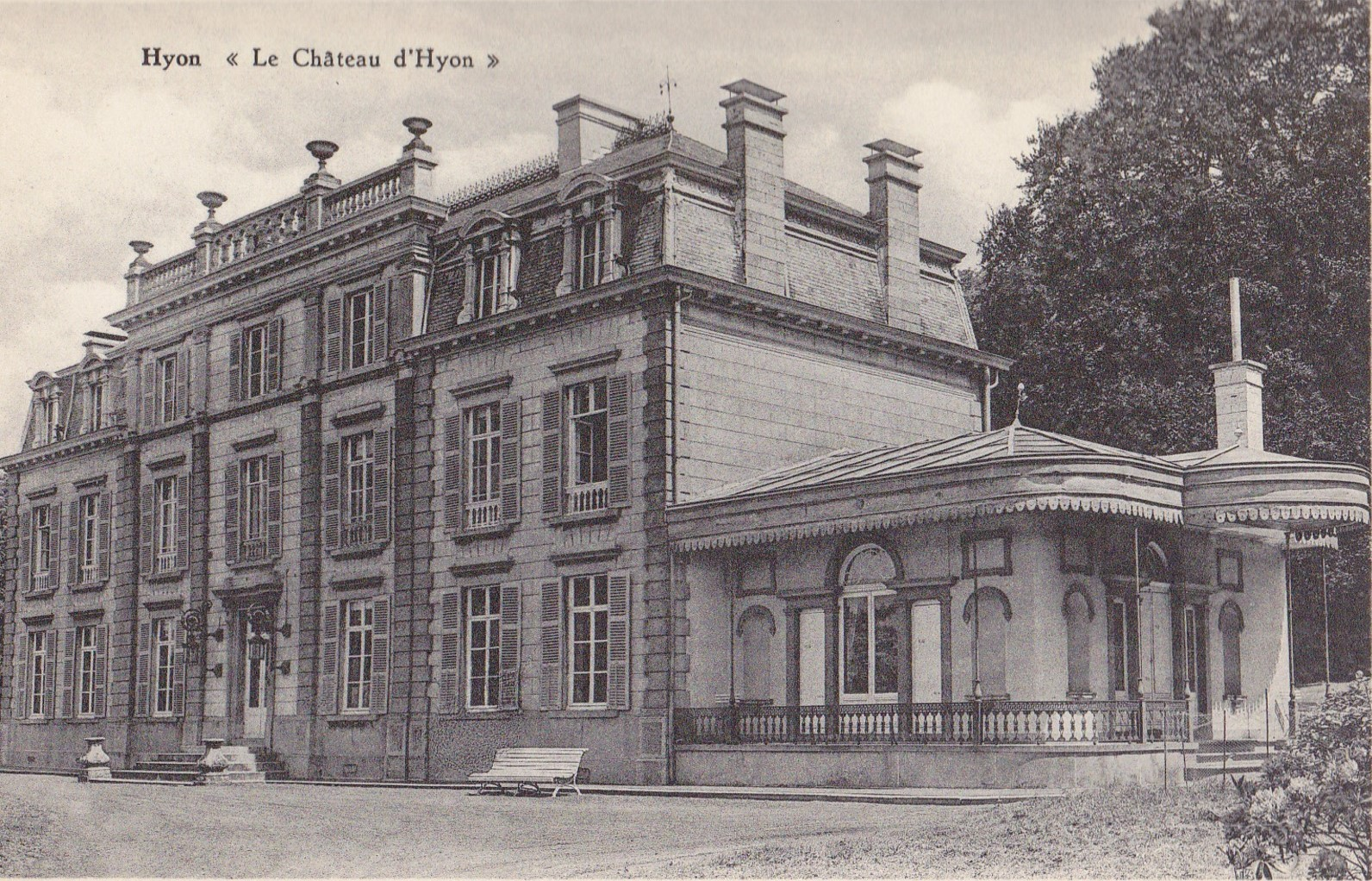
Het voormalige kasteel van Hyon, waar het Fonds in 1983 werd aangetroffen in een dichtgemetselde kelder

Het Fonds Goffinet is een verzameling documenten die worden bewaard in het Belgische Archief van het Koninklijk Paleis en die eigendom zijn van de Koning Boudewijnstichting. 

## Geschiedenis
Het fonds is tot stand gebracht door Adrien Goffinet, door zijn zonen Auguste en Constant, en door hun neef Robert Goffinet (1886-1945). Bij zijn aantreden belastte koning Leopold II van België zijn vertrouweling Adrien Goffinet met de bewaring van zijn persoonlijke papieren en die van zijn ouders, zodat ze beter beschermd zouden zijn in geval van revoluties. Deze officieuze vorm van archivering in de familiewoning in de Wetenschapsstraat te Brussel werd na Adriens dood verdergezet door zijn tweelingzonen. Bij de dood van Leopold II werkten zij als testamentuitvoerders mee aan het triëren van de koninklijke archieven, maar de documenten onder hun persoonlijke hoede hielden ze daarbuiten, ongetwijfeld naar de wens van Leopold. 
Na de dood van de laatste tweelingbroer nam hun neef Robert Goffinet de bewaring over, en bij diens overlijden zijn drie broers. Zij traden in 1949 uit onverdeeldheid en verkochten het huis in de Wetenschapsstraat. Een van de broers, majoor Louis Goffinet (1892-1959), nam het grootste deel van de archieven mee naar zijn kasteel in Hyon. Wellicht was hij degene die de archieven liet inmetselen in de kelders. Ze werden bij toeval ontdekt toen het kasteel in 1983 in opdracht van een koper werd gesloopt.
In de volgende jaren verschenen archiefstukken op veilingen, waar ze werden opgekocht door verzamelaars van autografen. Een van hen, Victor Capron, maakte professor Jean Stengers in 1984 attent op het bestaan van het fonds. In 1988 trof Stengers een nog groter deel ervan aan bij Jean-Marie Pingot. Als historicus van de monarchie en van de Onafhankelijke Congostaat besefte Stengers ten volle het belang van het fonds, want tot dan werd aangenomen dat Leopold al zijn Congogerelateerde papieren had doen verbranden. Bij de overdracht aan de Belgische staat had hij verklaard: "Ik zal hun mijn Congo geven, maar ze hebben niet het recht te weten wat ik er heb gedaan."
Nu bleek dat een massa verloren geachte bronnen geheel onverwacht nog bestonden, dreigden ze historici alsnog veiling per veiling te ontglippen. Stengers en Gustaaf Janssens wendden zich tot de Koning Boudewijnstichting, voorgezeten door Philippe Roberts-Jones, om een verwervingsoperatie op te zetten. Zonder te durven afdingen of selecteren werden de verzamelingen van Capron (1993) en Pingot (1995) in hun geheel aangekocht. Aanvullende transacties in 2009, 2013 en 2018 restitueerden het fonds verder (met onder meer de Congopapieren van Adolphe de Cuvelier). De Koning Boudewijnstichting financierde voorts een inventarisering van het fonds door Olivier Defrance, die in 2020 werd voltooid.

## Beschrijving
Het oudste stuk in het Fonds Goffinet dateert uit 1811 en het jongste uit 1947. Het valt uiteen in twee grote delen: enerzijds het familiale en professionele archief van de Goffinets (in hun koninklijke functie), anderzijds het archief dat hen persoonlijk werd toevertrouwd door Leopold II (brieven, contracten, notities, enz.). Dit tweede deel heeft ook betrekking op documenten uit de tijd van koning Leopold I. Historisch het meest waardevol zijn misschien de documenten over de Onafhankelijke Congostaat, waarover de bronnen relatief schaars zijn.

## Voetnoten
1. ↑  Defrance 2020, p. 13-14
2. ↑  Defrance 2020, p. 15
3. ↑  Gustave Stinglhamber en Paul Dresse, Léopold II au travail, 1945, p. 52
4. ↑  Defrance 2020, p. 9